# Toro Rosso STR8
Chronologie des modèles (2013)
Toro Rosso STR7 Toro Rosso STR9
La Toro Rosso STR8 est la monoplace de Formule 1 engagée par l’écurie italienne Scuderia Toro Rosso dans le cadre du championnat du monde de Formule 1 2013. Elle est pilotée par le Français Jean-Éric Vergne et l'Australien Daniel Ricciardo, qui effectuent leur deuxième saison au sein de l'écurie italienne. Le pilote essayeur est le Suisse Sébastien Buemi, qui officie également à ce poste chez Red Bull Racing. Conçue par l'ingénieur britannique James Key, la STR8 est une profonde évolution de la Toro Rosso STR7 de la saison précédente.
Présentée le 4 février 2013 sur le circuit de Jerez en Espagne, la STR8 a pour objectif d'obtenir pour Toro Rosso la sixième place du championnat des constructeurs.

## Création de la monoplace
La conception de la Toro Rosso STR8 a commencé dès mars 2012 : en effet, l'équipe technique de l'écurie avait constaté à cette époque que la Toro Rosso STR7 souffrait d'un problème de répartition de masse, cela ayant été difficile à corriger sur la monoplace de la saison précédente. Ainsi, James Key, le directeur technique de l'écurie, affirme que la STR8 est née « d'une feuille blanche ». L'ingénieur britannique explique ce choix : « L’an passé, il était difficile de développer l’aérodynamique sur la voiture : Bien que nous amenions des nouveautés à chaque course, la performance ne suivait pas. L’été dernier, il était devenu clair que nous avions échoué et qu’il fallait changer les choses ».
La STR8, en plus d'arborer un cache esthétique pour masquer son nez en gavial, dispose de nouvelles suspensions, d'une nouvelle boîte de vitesses, et de nouveaux freins.

## Résultats en championnat du monde de Formule 1
| Saison | Écurie              | Moteur              | Pneus   | Pilotes          | Courses | Courses | Courses | Courses | Courses | Courses | Courses | Courses | Courses | Courses | Courses | Courses | Courses | Courses | Courses | Courses | Courses | Courses | Courses | Points inscrits | Classement |
| Saison | Écurie              | Moteur              | Pneus   | Pilotes          | 1       | 2       | 3       | 4       | 5       | 6       | 7       | 8       | 9       | 10      | 11      | 12      | 13      | 14      | 15      | 16      | 17      | 18      | 19      | Points inscrits | Classement |
| ------ | ------------------- | ------------------- | ------- | ---------------- | ------- | ------- | ------- | ------- | ------- | ------- | ------- | ------- | ------- | ------- | ------- | ------- | ------- | ------- | ------- | ------- | ------- | ------- | ------- | --------------- | ---------- |
| 2013   | Scuderia Toro Rosso | Ferrari V8 Type 056 | Pirelli |                  | AUS     | MAL     | CHI     | BAH     | ESP     | MON     | CAN     | GBR     | ALL     | HON     | BEL     | ITA     | SIN     | COR     | JAP     | IND     | ABU     | USA     | BRÉ     | 33              | 8e         |
| 2013   | Scuderia Toro Rosso | Ferrari V8 Type 056 | Pirelli | Jean-Éric Vergne | 12e     | 10e     | 12e     | Abd     | Abd     | 8e      | 6e      | Abd     | Abd     | 12e     | 12e     | Abd     | 14e     | 18e*    | 12e     | 13e     | 17e     | 16e     | 15e     | 33              | 8e         |
| 2013   | Scuderia Toro Rosso | Ferrari V8 Type 056 | Pirelli | Daniel Ricciardo | Abd     | 18e*    | 7e      | 16e     | 10e     | Abd     | 15e     | 8e      | 12e     | 13e     | 10e     | 7e      | Abd     | 19e*    | 13e     | 10e     | 16e     | 11e     | 10e     | 33              | 8e         |

Légende : ici
- * Le pilote n'a pas terminé la course mais est classé pour avoir parcouru plus de 90 % de la distance de course.